# Cyrtodactylus aaroni
Cyrtodactylus aaroni este o specie de reptile din genul Cyrtodactylus, familia Gekkonidae, ordinul Squamata, descrisă de Albert Günther și Herbert Rösler în anul 2003. Conform Catalogue of Life specia Cyrtodactylus aaroni nu are subspecii cunoscute.